# Iodure de magnésium
L'iodure de magnésium est un composé chimique de formule MgI2. Il se présente sous la forme d'une poudre blanche très hygroscopique et cristallise dans le système trigonal avec le groupe d'espace P3m1 (no 164) et a = 414 pm, c = 688 pm. C'est un halogénure ionique très soluble dans l'eau. Il est stable thermiquement sous une atmosphère d'hydrogène mais se décompose progressivement à l'air libre en donnant de l'iode I2, de l'hydroxyde de magnésium Mg(OH)2 et de l'eau H2O tandis que sa couleur vire au brun. Il se décompose entièrement en oxyde de magnésium lorsqu'il est chauffé à l'air libre. Pour conserver ses propriétés, il doit être stocké sous atmosphère inerte sèche, généralement d'argon. En présence d'humidité, il forme différents hydrates : MgI2·6H2O, MgI2·8H2O, MgI2·9H2O.
L'iodure de magnésium peut être préparé par traitement d'oxyde de magnésium MgO, d'hydroxyde de magnésium Mg(OH)2 ou de carbonate de magnésium MgCO3 avec de l'acide iodhydrique HI : 
MgO + 2 HI ⟶ MgI2 + H2O ;
Mg(OH)2 + 2 HI ⟶ MgI2 + 2 H2O ;
MgCO3 + 2 HI ⟶ MgI2 + CO2 + H2O.
Il est également possible d'obtenir de l'iodure de magnésium en mélangeant des poudres d'iode et de magnésium élémentaires sous atmosphère strictement anhydre, par exemple dans l'éther diéthylique comme solvant. Une autre méthode consiste à faire réagir du magnésium avec de l'iodure de mercure(II) HgI2 :
Mg + HgI2 ⟶ MgI2 + Hg.
L'utilisation d'iodure de magnésium dans une réaction de Baylis-Hillman tend à donner des composés (Z)-vinyliques.